# الدوري الإيطالي 1969–70
الدوري الإيطالي الدرجة الأولى 1969–70 (بالإيطالية: Serie A 1969-1970)‏ هو موسم من الدوري الإيطالي الدرجة الأولى. أقيم خلال الفترة 14 سبتمبر 1969 وحتى 26 أبريل 1970، وفاز فيه نادي كالياري.